# Сніг у Карпатах
Сніг у Карпатах - українсько-німецький художній фільм німецького режисера Костянтина Вернера.

## Про фільм
Епічна історія кохання молодого, запального офіцера Австро-Угорської армії та загадкової українки, простої дівчини з непростим даром лікувати і бачити майбутнє. Закохані зустрічаються на короткий час напередодні початку Першої світової війни, яка їх розлучає, щоб врешті поєднатися аж через 30 років, коли німецькі війська вторглись в Україну…